# Алавидзе, Георгий Артёмович
Георгий Артёмович Алавидзе — советский хозяйственный, государственный и политический деятель.

## Биография
Родился в 1902 году. Член ВКП(б).
С 1929 года — на хозяйственной, общественной и политической работе. В 1929—1946 гг. — на ответственной работе в сельском хозяйстве Закавказской СФСР и Грузинской ССР, старший агроном лимонно-мандаринового треста, заместитель наркома земледелия Грузинской ССР, министр сельского хозяйства Грузинской ССР, министр технических культур Грузинской ССР, директор Научно-исследовательского института почвоведения, агрохимии и мелиорации Минсельхоза Грузинской ССР
Избирался депутатом Верховного Совета СССР 2-го и 3-го созывов. Член ЦК КП Грузии в 1949—1955 годах.